# Естудьянтес (Ла-Плата)
Естудья́нтес (ісп. Club Estudiantes de La Plata) — аргентинський спортивний клуб з міста Ла-Плата. Заснований 4 серпня 1905 року. Основним напрямком є футбол.
Футбольний клуб «Естудьянтес» виступає у першому дивізіоні аргентинського чемпіонату з футболу протягом 79 сезонів.
Головним суперником для «Естудьянтес» є клуб «Хімнасія і Есгріма» (Класіко Ла-Плати), чий стадіон розташований за кількасот метрів від арени «Естудьянтес».

## Досягнення
- Чемпіон Аргентини (5): 1967 (Метрополітано), 1982 (Метрополітано), 1983, 2006 (Апертура), 2010 (Апертура)
- Чемпіон Аргентини (аматорська ліга): 1913
- Володар Кубка Аргентини (1): 2023
- Володар Міжконтинентального кубка: 1968
- Володар Кубка Лібертадорес (4): 1968, 1969, 1970, 2009
- Володар Міжамериканського кубка: 1969